# Миодраг Гавриловић
Миодраг Гавриловић  (Титово Ужице, 6. април  1973) је српски политичар, потпредседник Демократске странке.

## Биографија
Рођен је  6. априла  1973. године у Титовом Ужицу. Одрастао је у Ужицу и Чајетини. Мајка Мира, професора српског језика и отац Слободана Гавриловић, професор социологије (рођен у селу Пријевор, општина Чачак).
Завршио је Ужичку гимназију као сарадник за математику и програмирање и Правни факултет Универзитета у Београду, смер правна теорија.
Члан је Демократске странке од 1991. године. 1996. године је победио на такмичењу у беседништву на Правном факултету и на Фестивалу беседништва „Сирмиум лук верби“ у Сремској Митровици, а те године је учествовао и у организацији првог кампа (политичке школе са 75 учесника) Демократске омладине у Кушићима на Јавору и изабран је за одборника СО Ужице.
Био је један од организатора Студентског протеста 1996/1997. у Београду.
Године 1999. је учествовао у одбрани Србије од НАТО агресије и радио на формирању и организовању активности прво Савеза за промене, а потом и ДОС-а”.
2000. године запослио у мултинационалној компанији „Каба” са седиштем у Цириху, прво као консултант, а касније и као менаџер.
За одборника општине Врачар биран је на изборима 2004. и 2008. године.
За потпредседника Демократске странке изабран је 4. јула 2021. Члан је Градског одбора ДС, Општинског одбора Вождовац и повереник ДС за Власотинце.
За посланика у Скупштини Србије изабран је на Парламентарним изборима 3. априла 2022. На изборима одржаним у децембру 2023. био је на 114. месту на листи „Србија против насиља” и није освојио посланички мандат.